# Vörös Csillag Traktorgyár

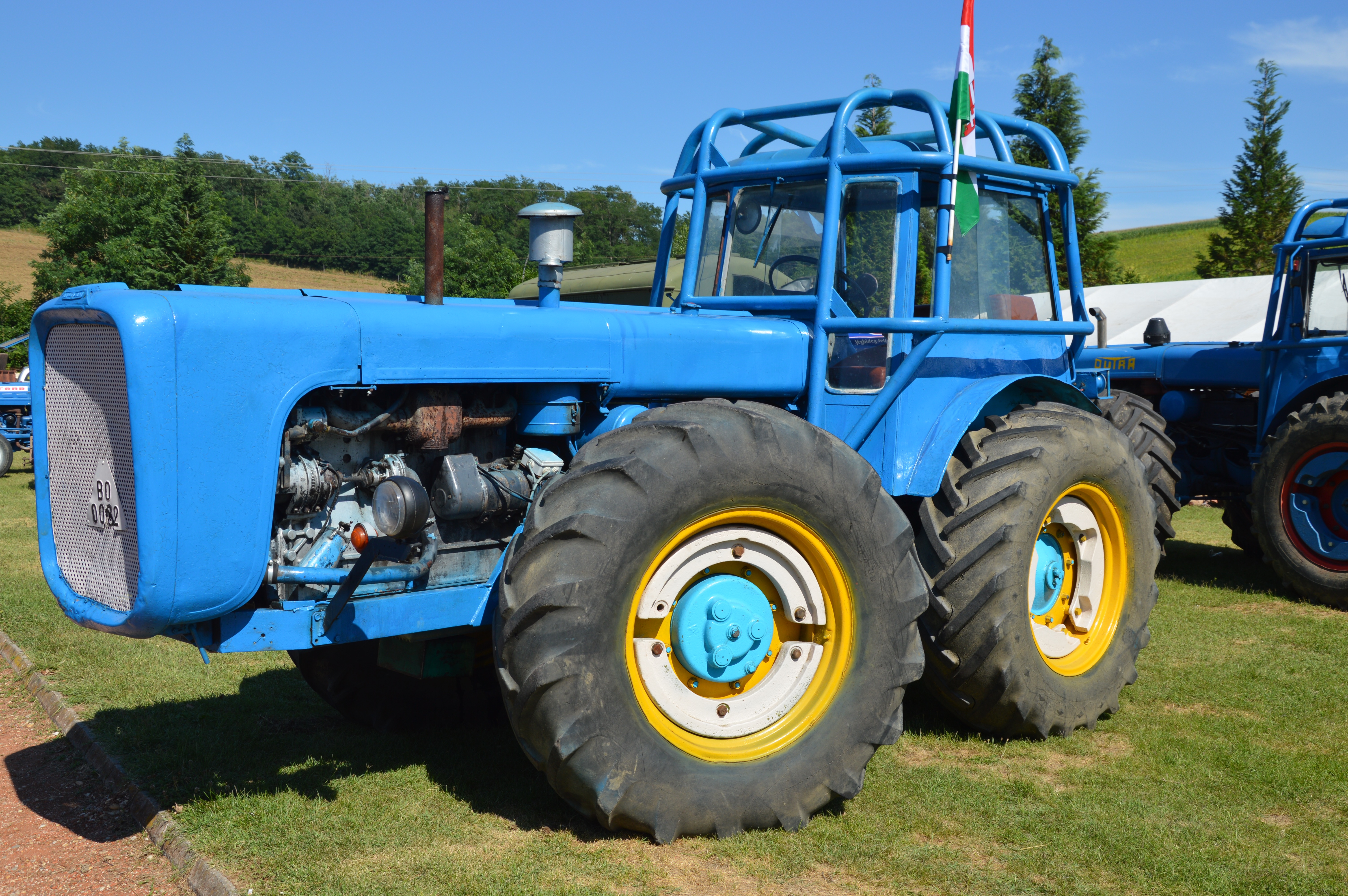
Ciągnik rolniczy Dutra D4KB

Vörös Csillag Traktorgyár (pol. Fabryka ciągników czerwona gwiazda) – były węgierski producent ciągników rolniczych działający pod marką Dutra i z siedzibą w Budapeszcie.

## Historia
W 1900 roku w Kispest została założona fabryka przez Hofherr Mátyás i Schrantz János. W 1949 roku fabryka ciągników Hofherr Schrantz została znacjonalizowana a jej nazwę zmieniono na Vörös Csillag Traktorgyár. W 1951 roku fabryka otrzymała licencję na produkcję radzieckiego ciągnika gąsienicowego DT-54, który w wersji ze zmienionym silnikiem na Csepel DT-413.1 był produkowany jako DT-413. W 1973 roku zdecydowano, że firma stała się częścią Rába Magyar Vagon és Gépgyárhoz Csatolják.

## Produkty
- Hofherr G-35
- Dutra DR-50
- Dutra UE-28
- Dutra D4K
- Dutra D4K-B